# 오유영
오유영(吳惟泳, 1874년 음력 11월 11일 ~ ?)은 대한제국과 일제강점기의 군인 출신 관료이다.

## 생애
1898년에 대한제국 육군무관학교 생도로 뽑혀 1900년에 이 학교를 졸업했다. 졸업 후 보병 참위로 임관하면서 대한제국의 무관이 되었다.
시위대를 거쳐 포병 참위로 복무하다가 1905년에는 정위 계급으로 육군연성학교에서 교관을 맡았다. 1908년에 강원도 금성군수로 발령받아 관계로 전직했다. 금성군은 현재의 김화군 일대이다.
1910년에 한일 병합 조약으로 조선총독부 체제가 출범하면서 다시 금성군수로 임명되면서 총독부 소속 군수가 되었다. 이후 원주군과 인제군 군수를 차례로 지냈다. 원주군수로 재직 중이던 1919년을 기준으로 정7위 훈6등에 서위되어 있었다.
1921년에 휴직 형식으로 퇴관한 후에는 원주군에 머물며 이 지역 유지로 활동했다. 1934년까지도 원주군 판부면장으로 재직하는 등 장기간 면장직을 지냈고, 이때 정6위 훈6등에 서위되어 있었다.
2008년 발표된 민족문제연구소의 친일인명사전 수록예정자 명단 중 관료 부문에 포함되었다.

## 참고자료
- 오유영(吳惟泳) - 국사편찬위원회